# Chaim Arie Leibusz Horowitz
Chaim Arie Leibusz Horowitz (ur. 8 czerwca 1851 w Brodach, zm. 20 listopada 1904 w Krakowie) – polski rabin, w latach 1900–1904 naczelny rabin Krakowa.
Urodził się w Brodach w rodzinie żydowskiej. Początkowo był rabinem w Żółkwi, a w 1900 został wybrany na rabina Krakowa. Tam założył nowoczesną szkołę talmudyczną, a w sierpniu 1903 zwołał konferencję rabinacką, w której uczestniczyło ponad 50 rabinów z wielu krajów, w tym rabini sefardyjscy.
Opublikował m.in. responsę Chaje Arje w dwóch częściach (1890), Tikkun Eruwin (1892) oraz halachiczną rozprawę Estrat Niddachim (1894). Opublikował także wiele artykułów w języku niemieckim, z których część o syjonistycznej zawartości.
Zmarł w Krakowie. Jest pochowany na nowym cmentarzu żydowskim przy  ulicy Miodowej. Jego nagrobek nie zachował się do dziś.